# USS New Orleans (LPH-11)
El USS Nueva Orleans (LPH-11) fue un buque de asalto anfibio de la clase Iwo Jima, que perteneció a la Armada de los Estados Unidos. Fue el cuarto buque en portar este nombre, pero es el primero y en portar el nombre en honor de la batalla de Nueva Orleans, que fue la última gran batalla de la Guerra anglo-estadounidense de 1812.
El USS Nueva Orleans fue puesto en grada en los astilleros Philadelphia Naval Shipyard, Filadelfia, Pensilvania el 1 de marzo de 1966, fue botado el 3 de febrero de 1968. Entró en servicio el 16 de noviembre de 1968, siendo su primer Comandante el capitán G.M. Even. 

## Historial operativo

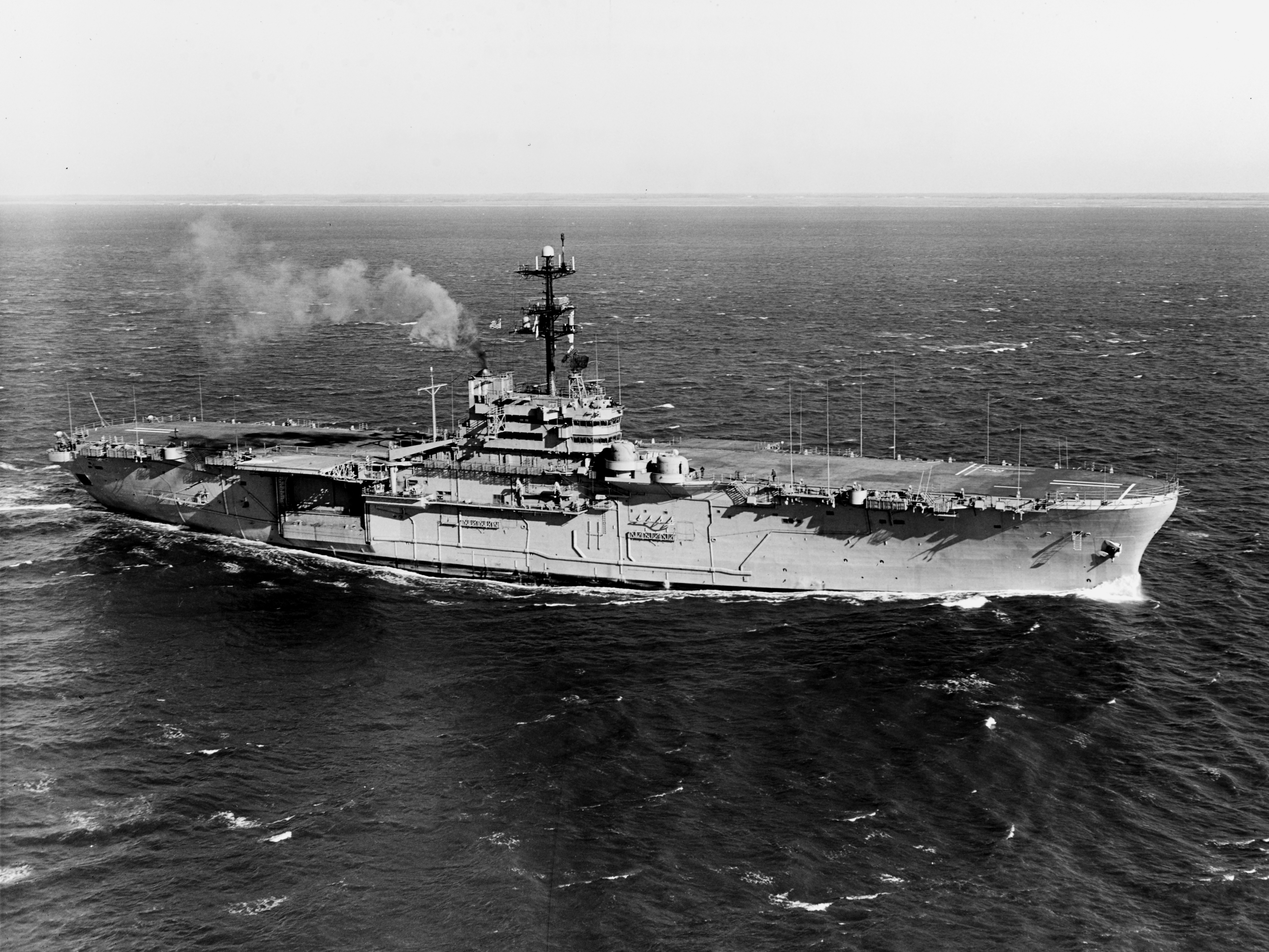
El USS New Orleans en el año 1968.

El 9 de febrero de 1971, participó en la recuperación de los astronautas y la cápsula del Apolo 14 a unas 900 millas al sur de Samoa Americana.
También participó en las operaciones de recuperación en las misiones Skylab 2, Skylab 3 y Skylab 4, y estuvo presente durante la recuperación de los astronautas, Thomas Patten Stafford, Deke Slayton y Vance D. Brand, el 5 de julio de 1975, que participaban en la misión conjunta estadounidense-soviética Apolo-Soyuz.
Fue dado de baja del servicio el 1 de octubre de 1997 y en el registro naval de buques el 23 de octubre de 1998. En un principio fue destinado para desguace, pero acabó siendo hundido en los ejercicios RIMPAC el 10 de julio de 2010. Fue usado como blanco naval por un B-52; que le lanzó una bomba de 500 libras GBU-12 y al menos siete misiles Harpoon; y por la artillería de los buques de las armadas de  Estados Unidos, Japón, Australia, Canadá y Francia.